# 國立自然科學博物館植物園
國立自然科學博物館植物園，為國立自然科學博物館附屬的植物園，位於臺中市北區與科博館本館相鄰。1999年成立，園內熱帶雨林溫室為台灣最大的溫室，與溫室旁珠光鳳蝶模型為園內兩大地標。

## 簡介

科博館與植物園航照圖

國立自然科學博物館植物園佔地近4.5公頃，與科博館本館間以西屯路為界。1993年國立自然科學博物館開幕後，臺中市政府將科博館後方的54號公園預定地交由其規劃建設為植物園，由中央政府經費補助及市府無償提供土地。
植物園於1999年7月23日正式開放，園區由熱帶雨林溫室、北中南低海拔區、季風雨林區、隆起珊瑚礁區、藤蔓區、多肉植物區、蘭嶼區、海岸林區、臺東蘇鐵區等十個主題的展示區組成。

## 園區

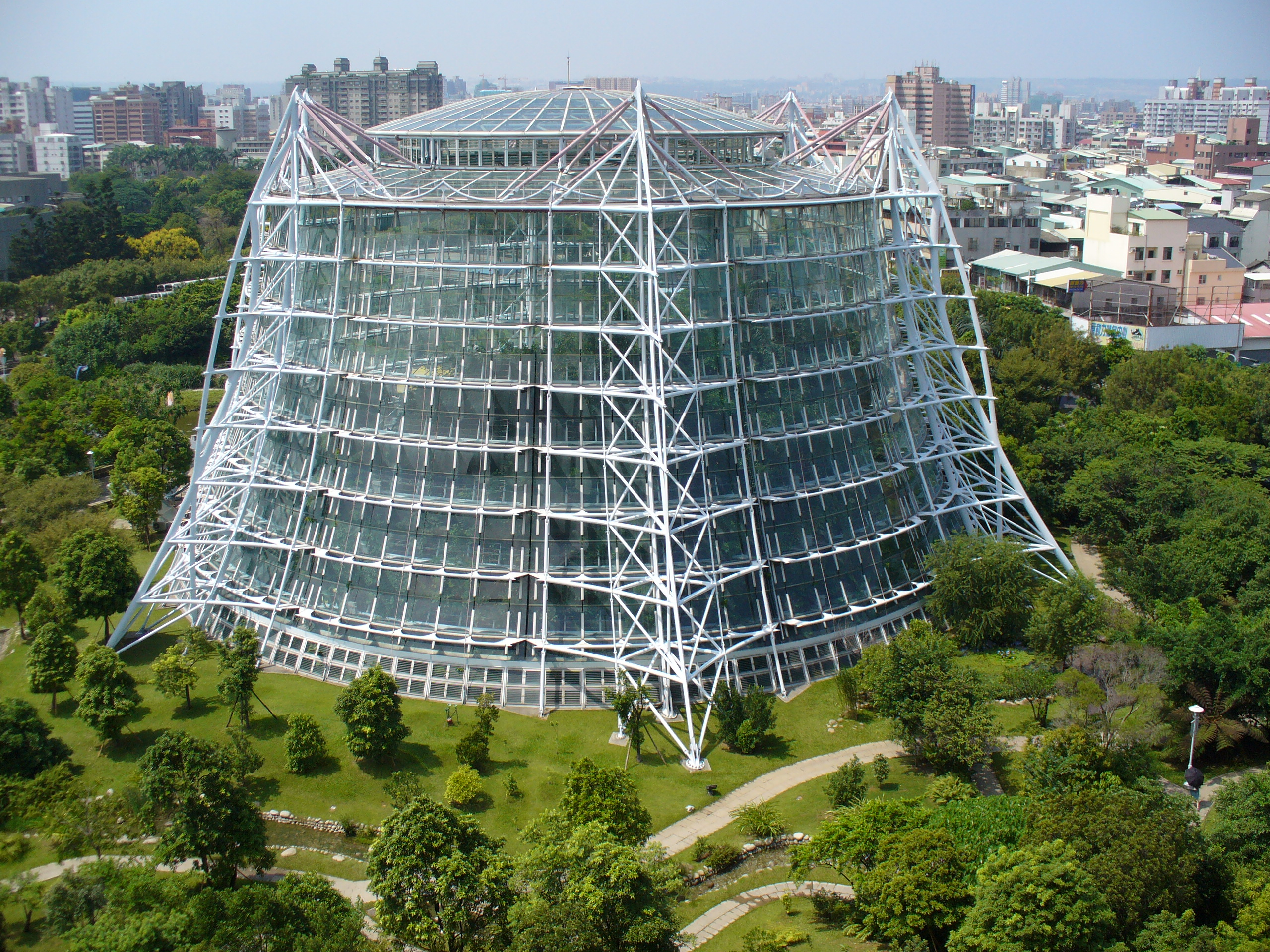
熱帶雨林溫室鳥瞰

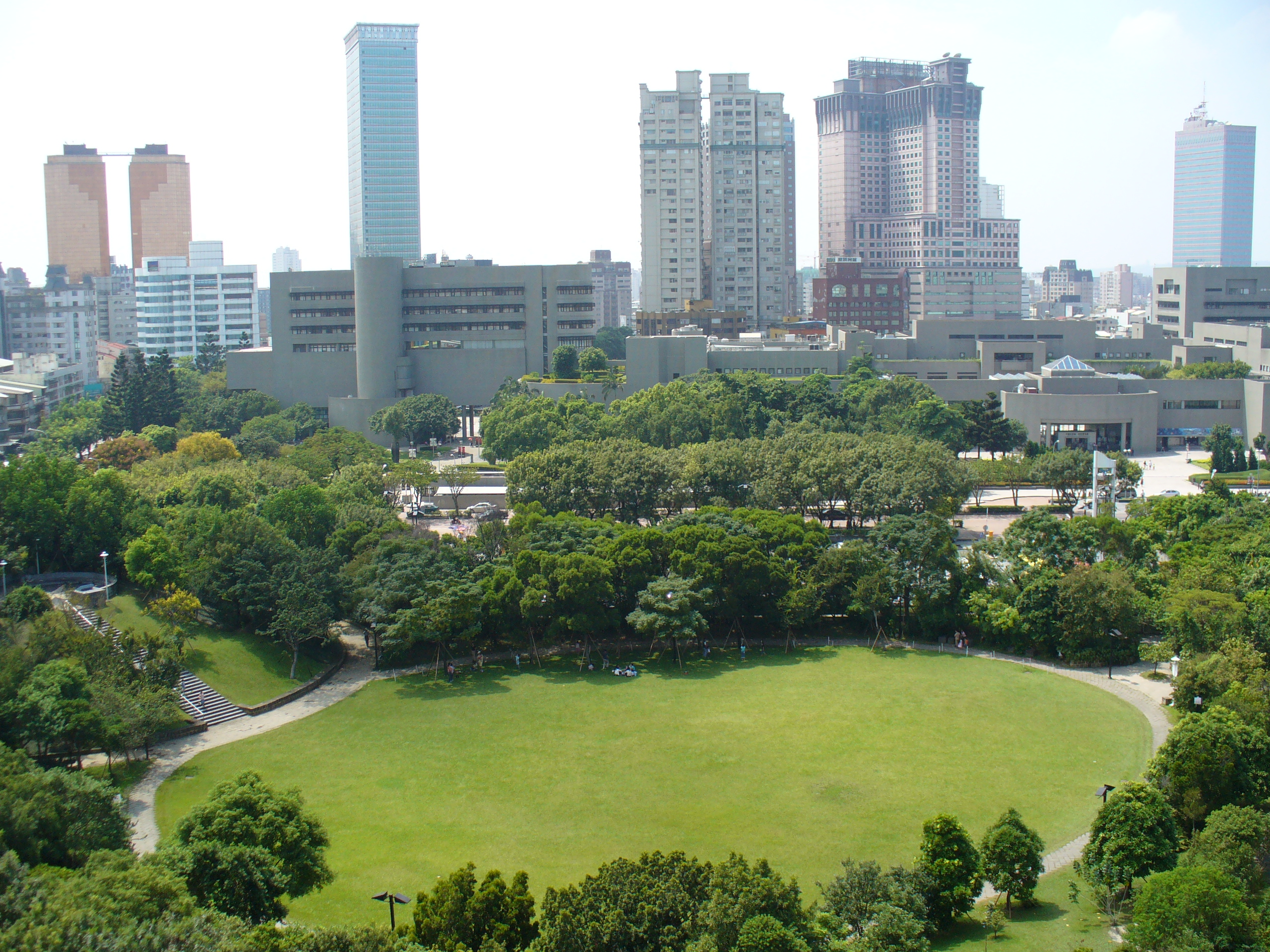
植物園大草原與國立自然科學博物館本館

- 熱帶雨林溫室（含亞馬遜河河魚展示）
- 北部低海拔區
- 中部低海拔區
- 南部低海拔區
- 季風雨林區
- 隆起珊瑚礁區
- 藤蔓展示區、多肉植物區
- 蘭嶼區
- 海岸林區
- 臺東蘇鐵區
- 水生植物區
- 棚架植物區
- 特展室
- 苗圃
- 研究教育中心
- 水鐘

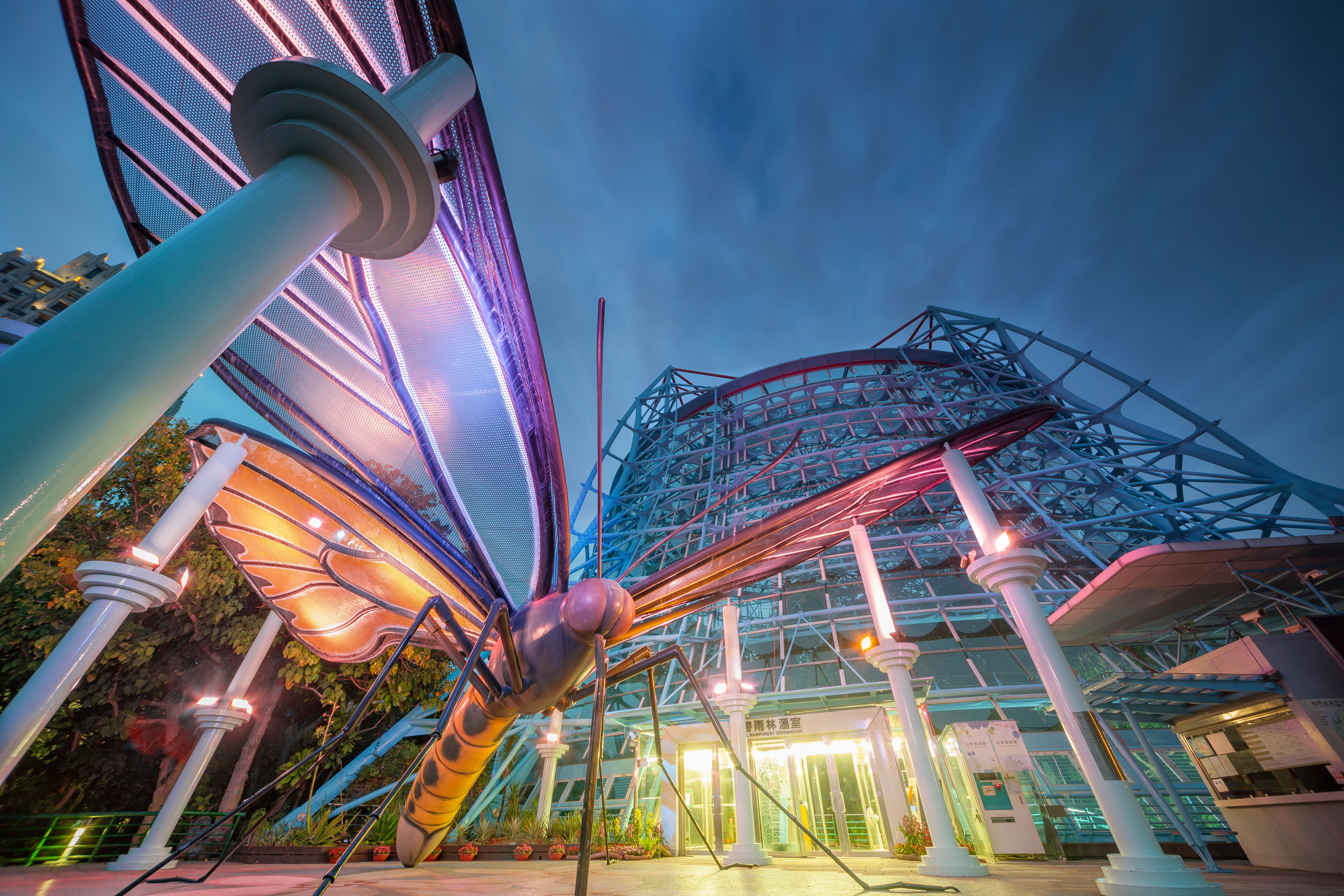
熱帶雨林溫室門口
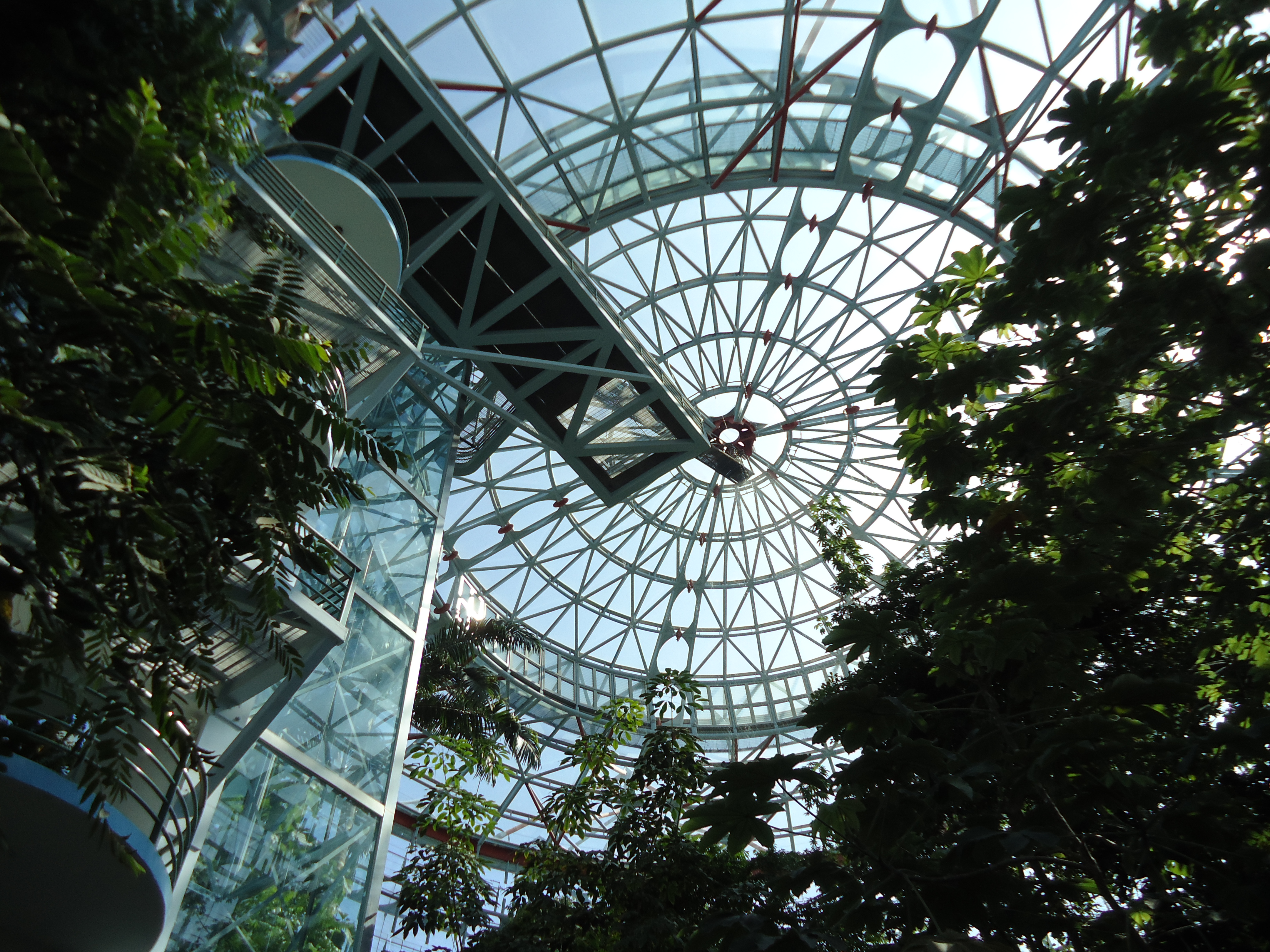
熱帶雨林溫室穹頂
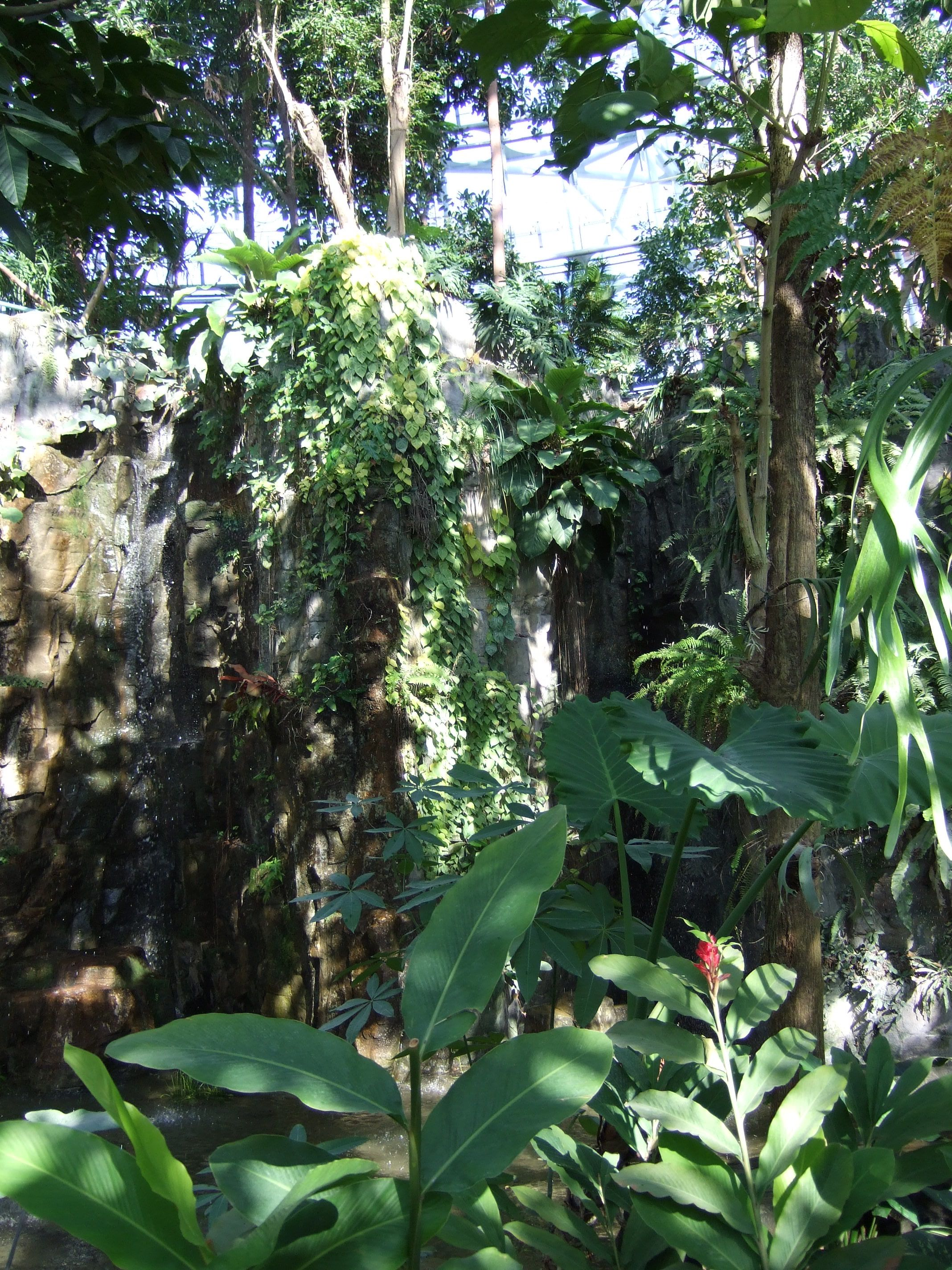
熱帶雨林溫室內部
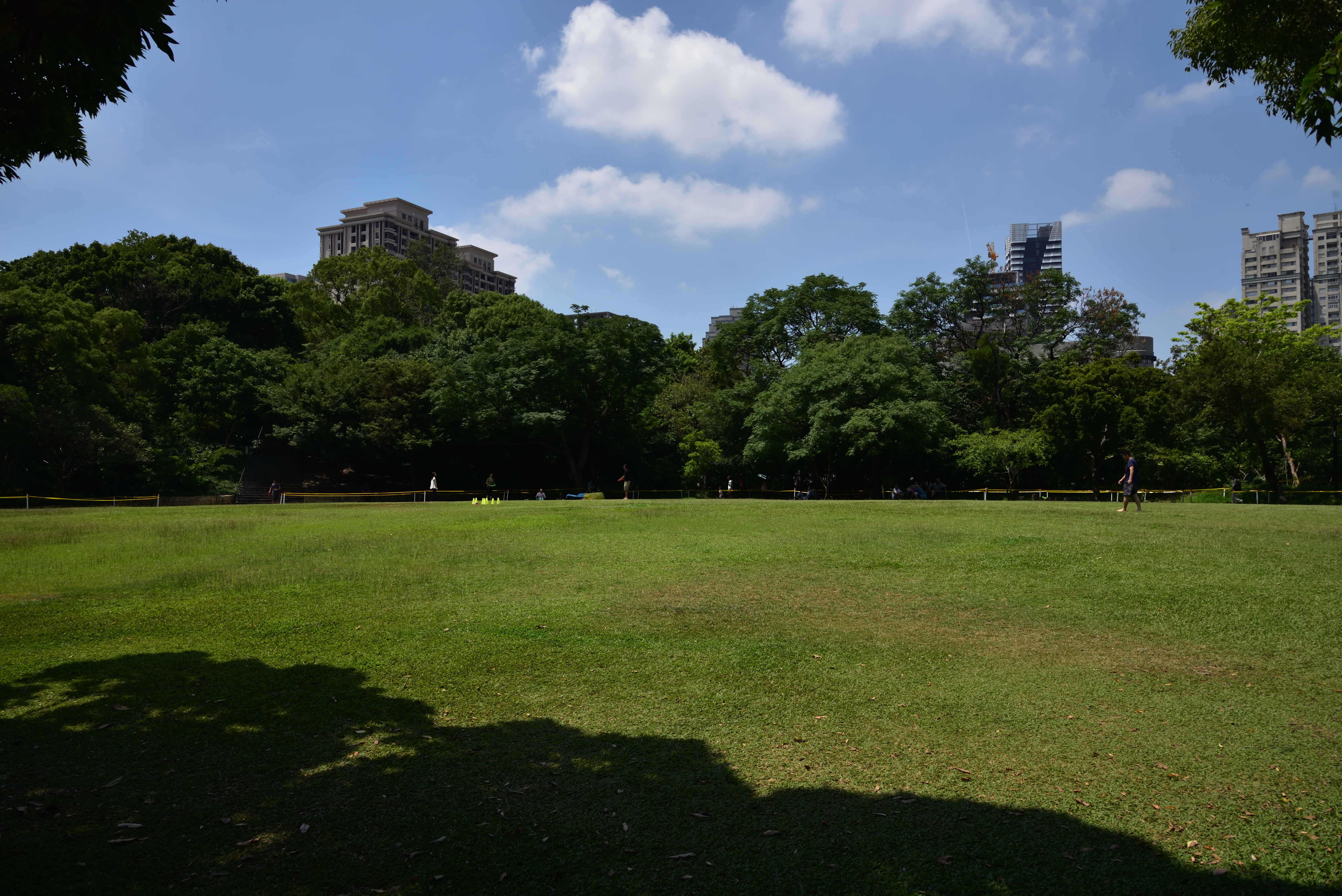
植物園草地
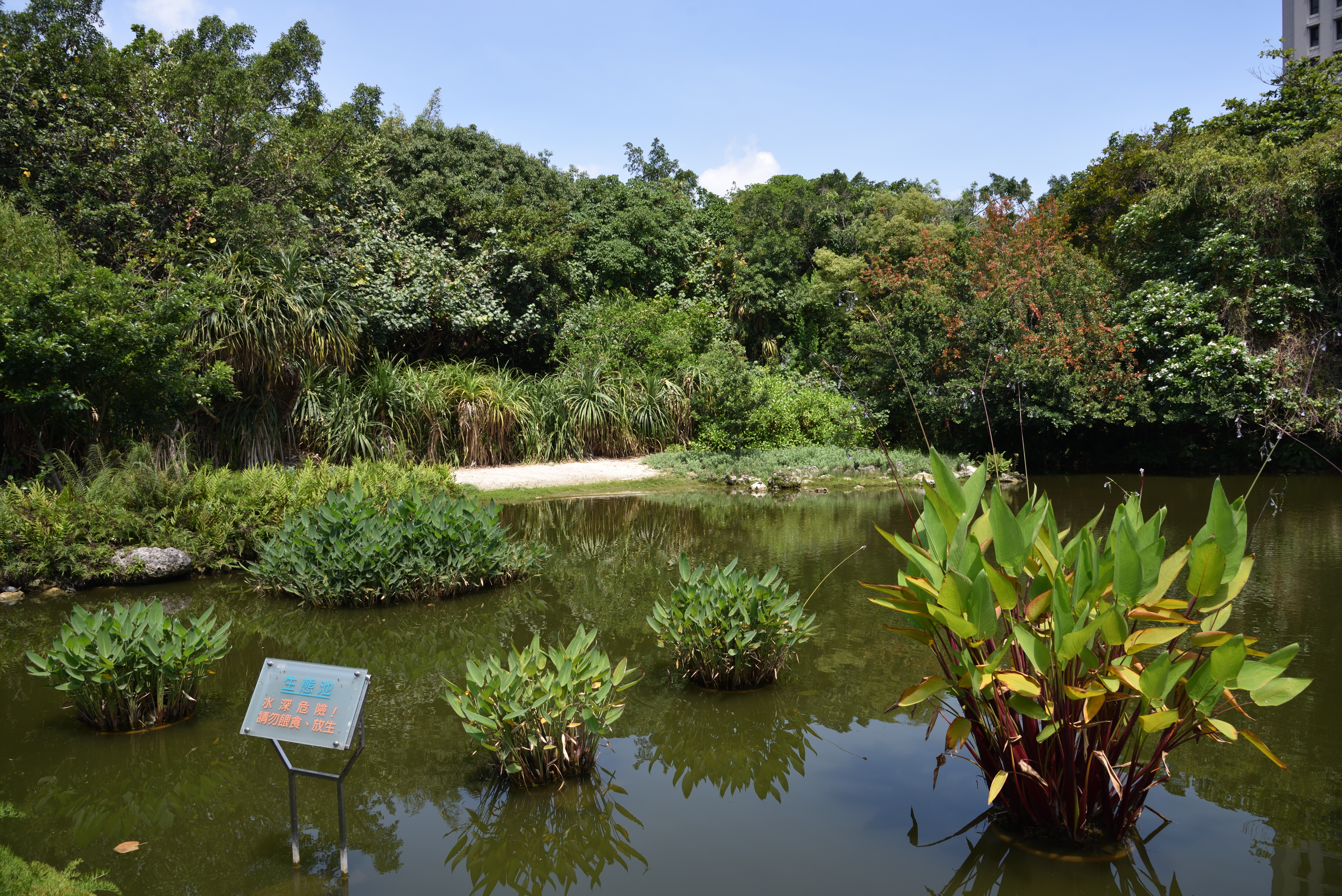
生態池
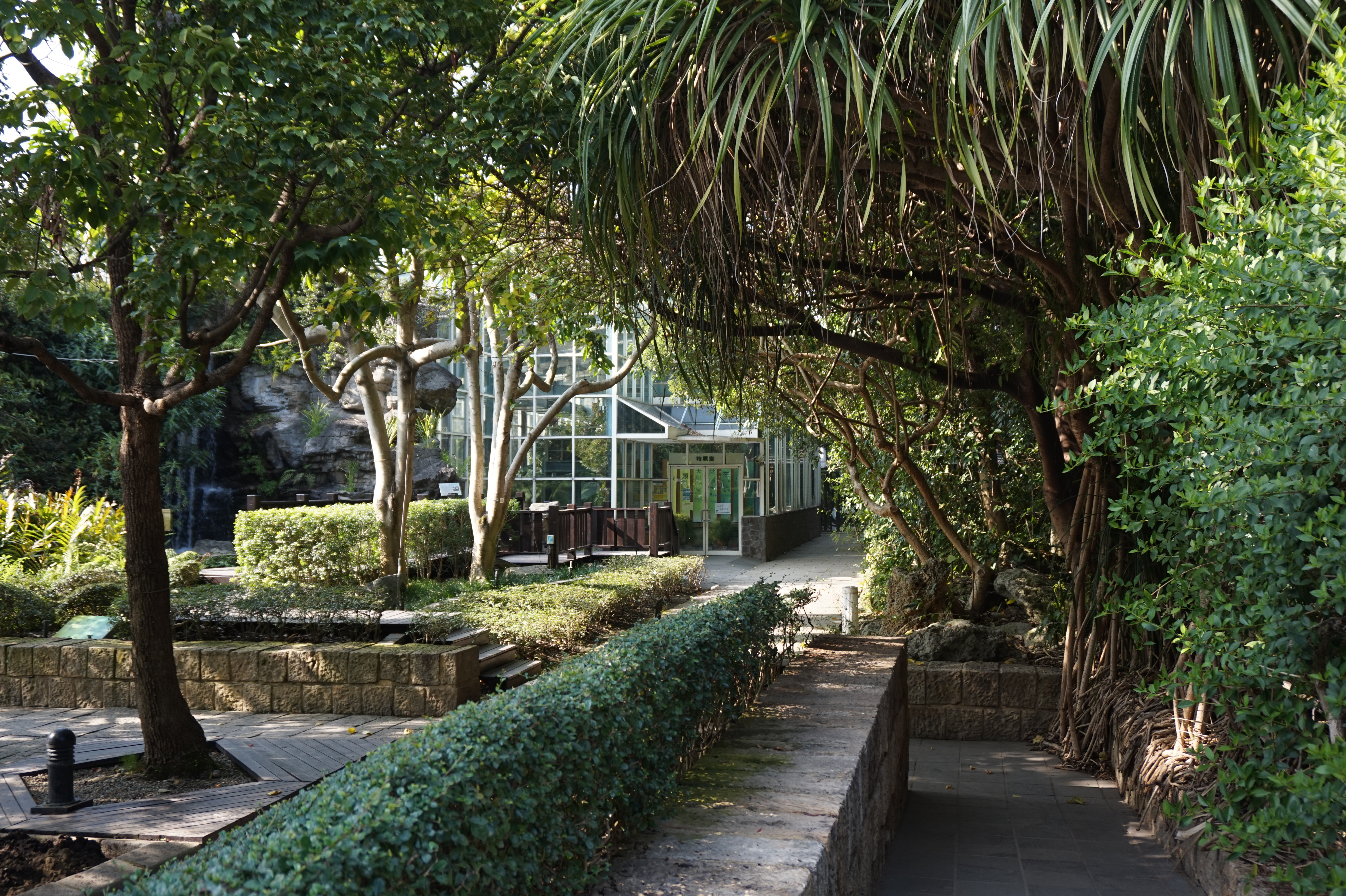
植物園特展室
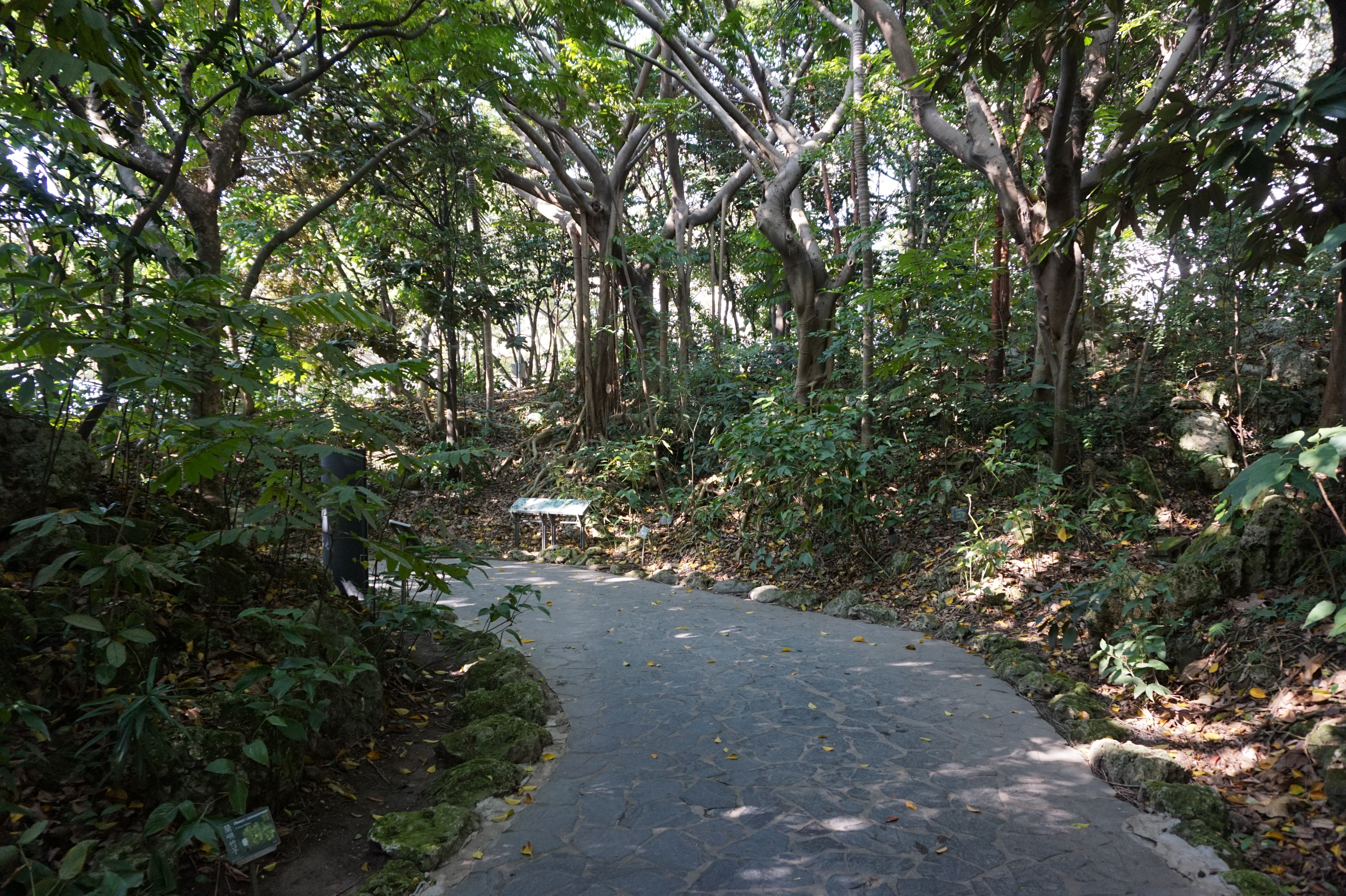
步道
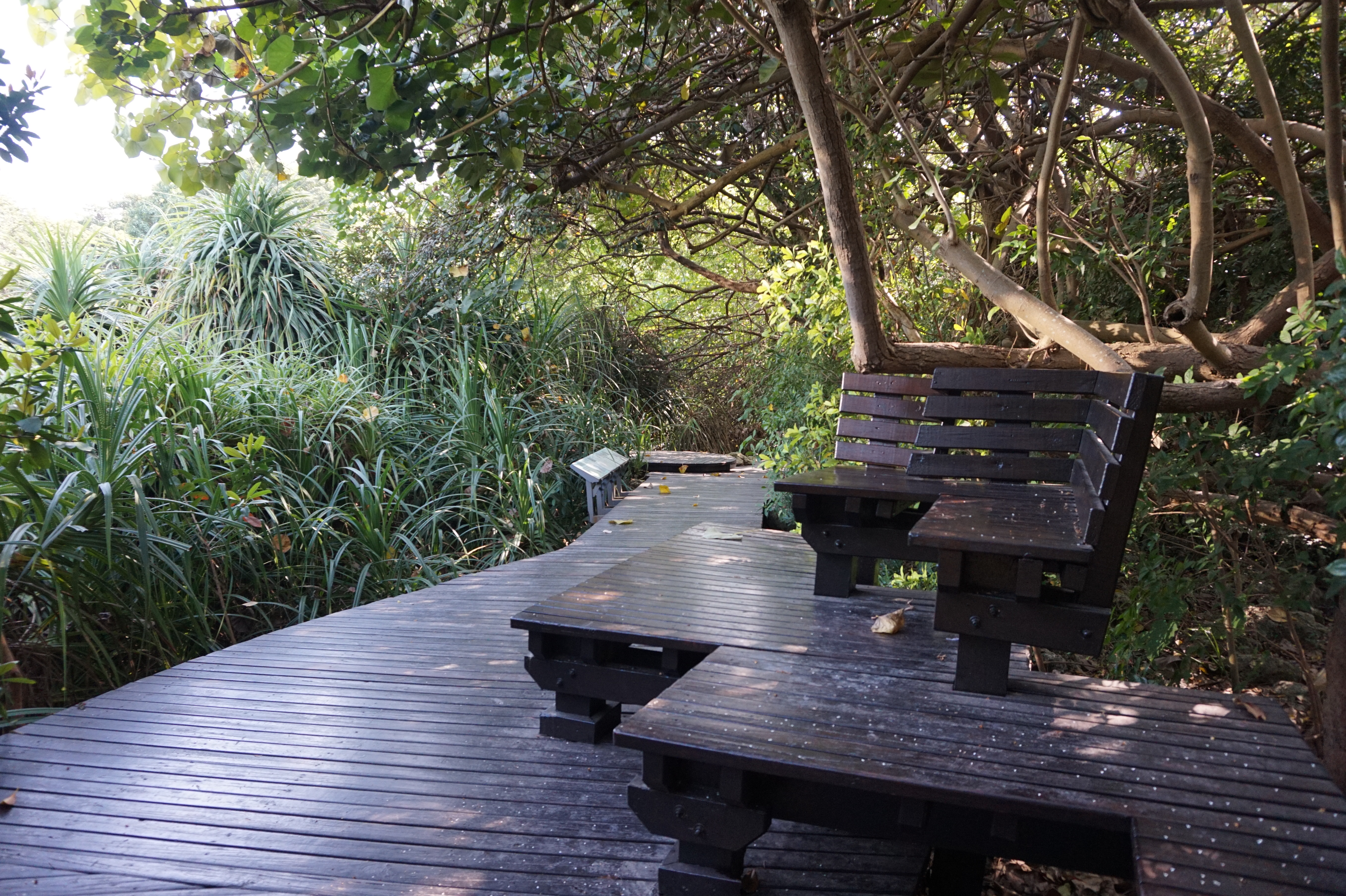
木棧道
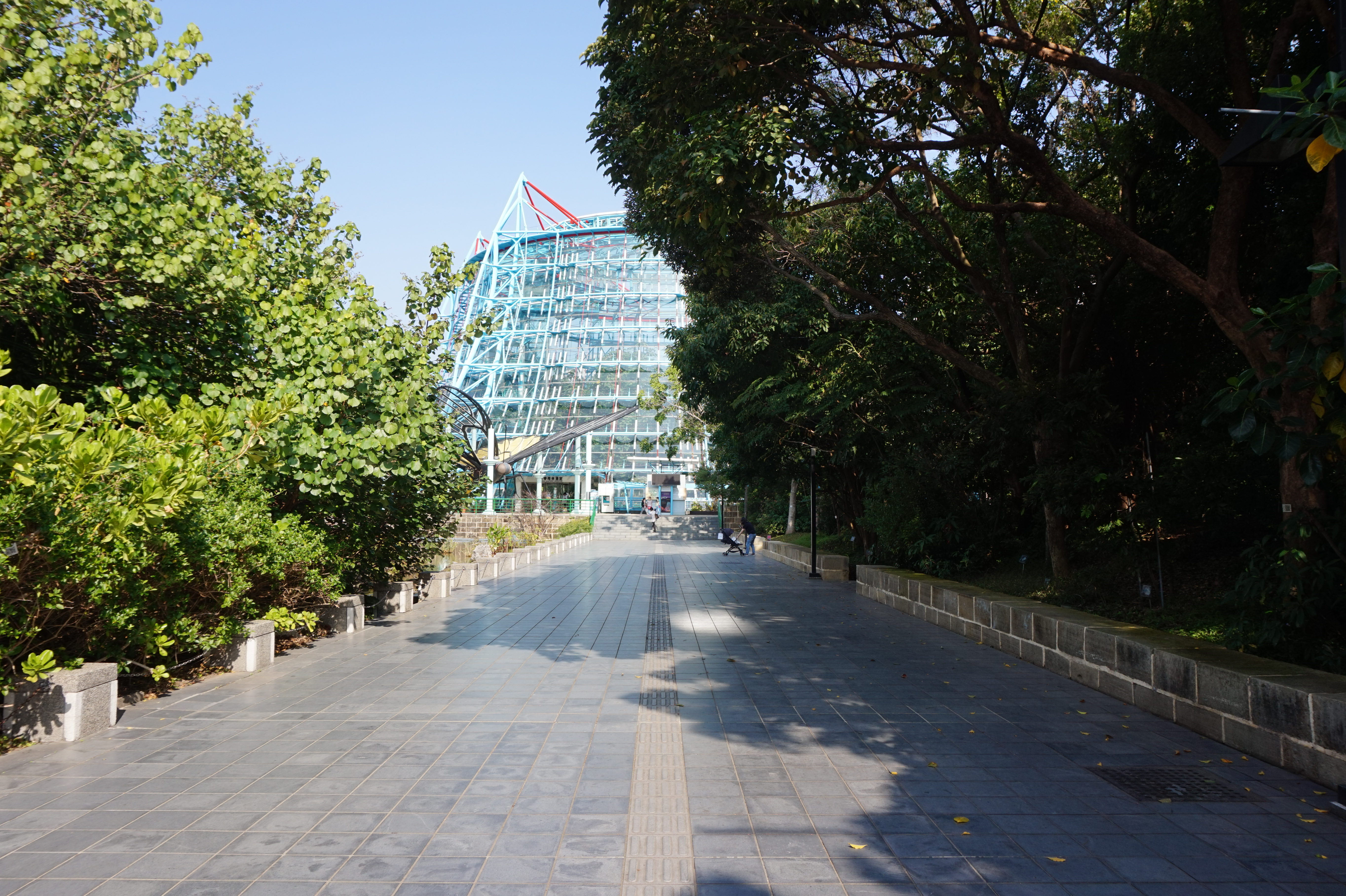
大門走道
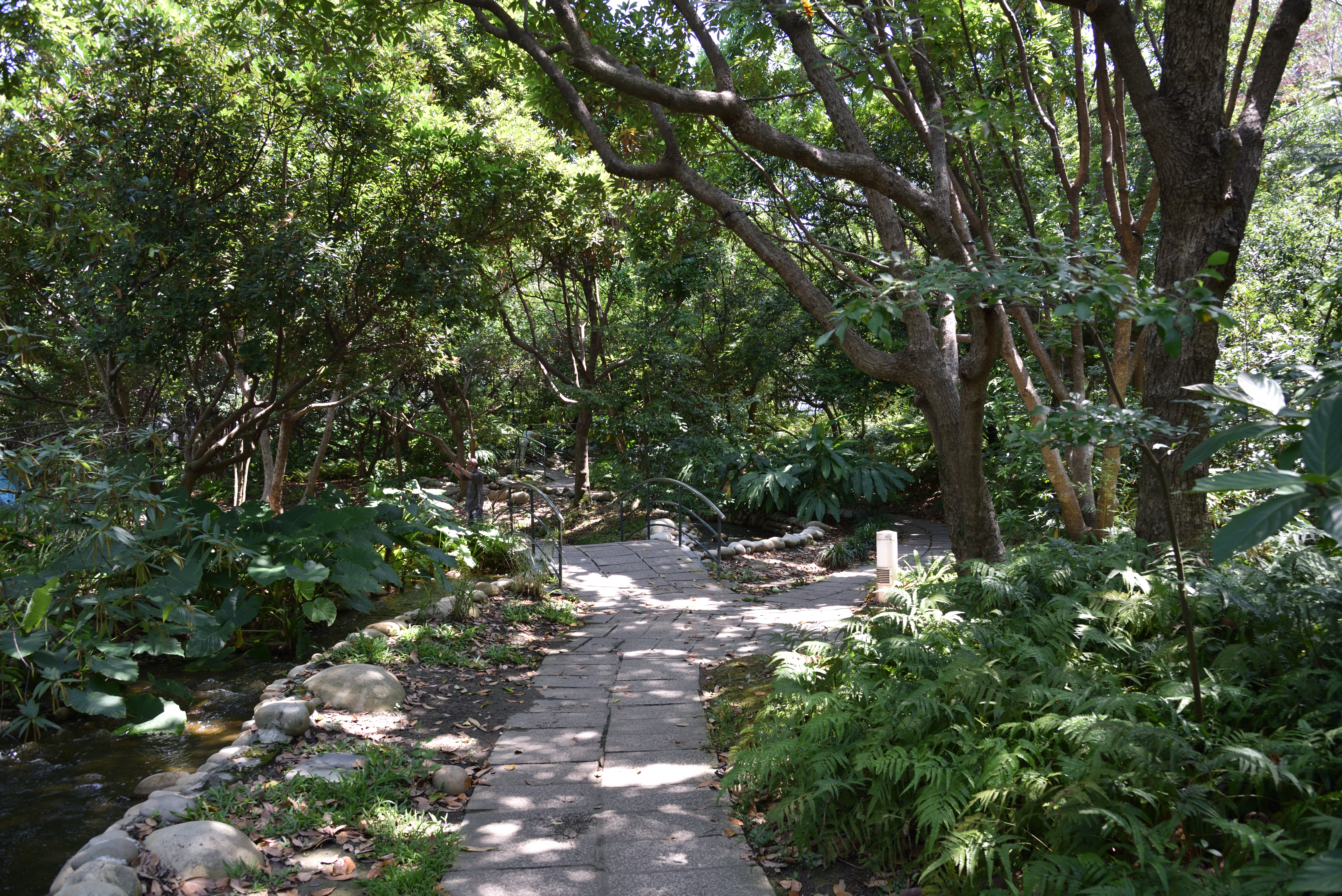
小橋流水

## 外部連結
- 植物園-國立自然科學博物館 （页面存档备份，存于）
- 國立自然科學博物館的Facebook專頁